# Euphorbia chamaepeplus
Euphorbia chamaepeplus är en törelväxtart som beskrevs av Pierre Edmond Boissier och Charles Gaillardot. Euphorbia chamaepeplus ingår i släktet törlar, och familjen törelväxter. Inga underarter finns listade i Catalogue of Life.